# Muntanyes Blaves d'Austràlia

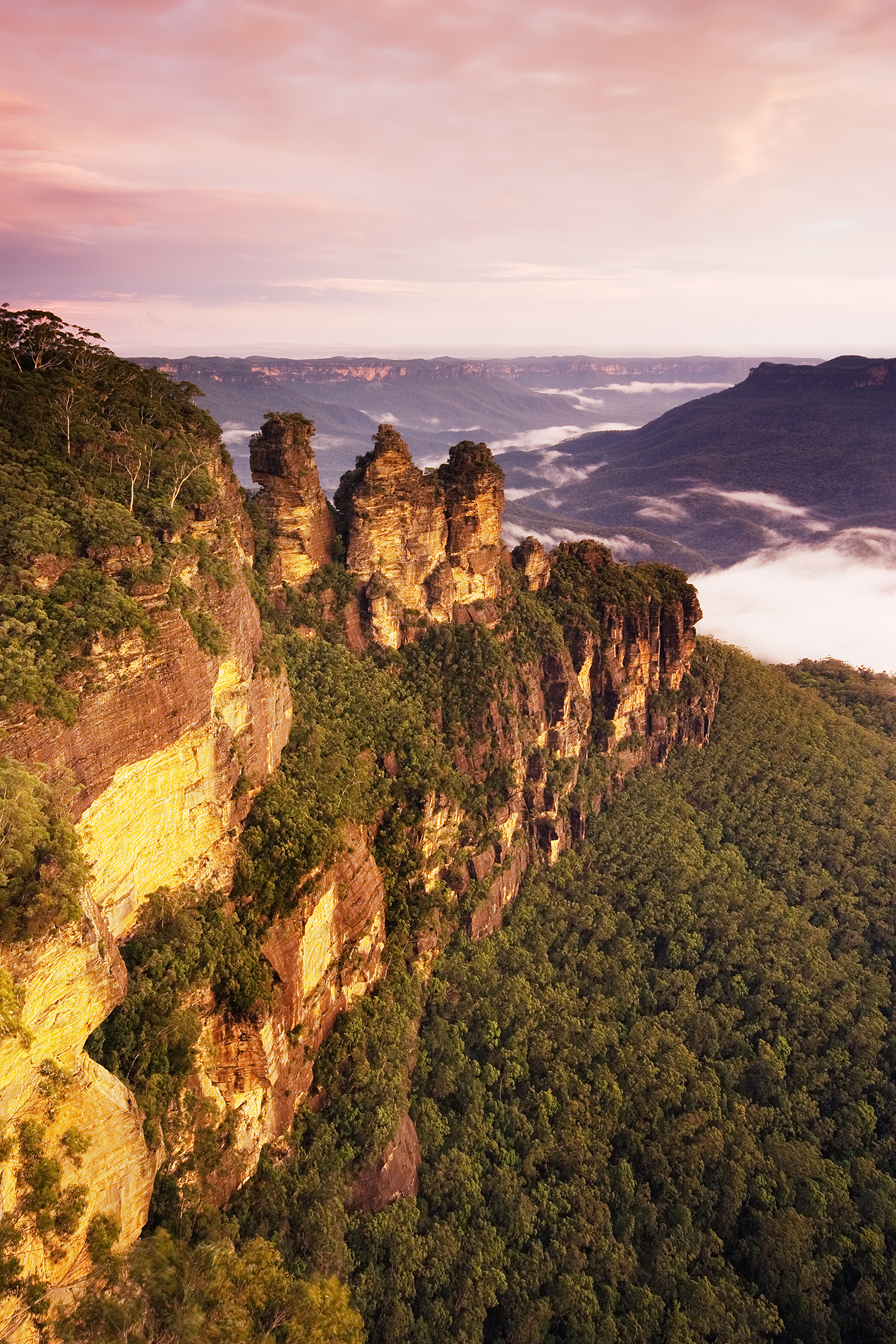
Les tres germanes

Les Muntanyes Blaves (Blue Mountains) és un altiplà disseccionat de Nova Gal·les del Sud a Austràlia Aquesta regió limita amb l'àrea metropolitana de Sydney. Oficialment els seus límits són els rius Nepean i Hawkesbury, a l'est, i el riu Coxs i el llac Burragorang, a l'oest i el sud, mentre que al nord limita amb el riu Wolgan i el riu Colo. Geològicament està situada a la part central de la Conca de Sydney.
Quan els europeus van arribar a la zona de les Muntanyes Blaves els aborígens ja les habitaven des de feia mil·lennis per l'ètnia Gandangara i els Darug.
Forma part de les Serralades Australianes on hi ha un gran nombre de cims al voltant dels 1000 metres d'altitud. El més alt fa 1189 m.
Des de l'any 2000 forma part del patrimoni immaterial de la humanitat per la UNESCO.